# غوران نيلسون
غوران نيلسون هو لاعب هوكي الجليد سويدي، ولد في 9 سبتمبر 1956.

## وصلات خارجية
- غوران نيلسون على موقع EliteProspects.com (الإنجليزية)
- غوران نيلسون على موقع HockeyDB.com (الإنجليزية)